# كايل باتن
كايل باتن (بالإنجليزية: Kyle Patten)‏ هو لاعب كرة قدم بريطاني في مركز الوسط، ولد في 21 يوليو 1994 في ويلز في المملكة المتحدة. لعب مع نادي باث سيتي ونيوبورت كونتي.

## وصلات خارجية
- كايل باتن على موقع قاعدة بيانات كرة القدم.إي يو (الإنجليزية)
- كايل باتن على موقع Soccerbase.com (لاعب) (الإنجليزية)